# LaShawn Daniels
LaShawn Ameen Daniels (Newark, New Jersey, 1977. december 28. – Dél-Karolina, 2019. szeptember 3.) Grammy-díjas amerikai dalszerző.

## Életútja
1977. december 28-án született Newarkban. 2001-ben Grammy-díjat nyert Rodney Jerkins-szel a legjobb R&B dal kategóriában a Say My Name dallal, melyet a Destiny’s Child adott elő. 2014-ben ugyanebben a kategóriában a Love and War dala Tamar Braxton előadásában kapott jelölést a díjra.
2019. szeptember 3-án autóbaleset következtében hunyt el Dél-Karolinában.

## Dalai
Daniels dalait általában a producer Rodney Jenkins-szel írta közösen.
- Brandy – Top of the World (1998)
- Brandy and Monica – The Boy Is Mine (1998)
- Whitney Houston – It’s Not Right but It’s Okay (1999)
- Brandy – Angel in Disguise (1999)
- Jennifer Lopez – If You Had My Love (1999)
- So Plush közreműködik Ja Rule – Damn (Should’ve Treated U Right) (1999)
- Destiny’s Child – Say My Name (1999)
- Spice Girls – Holler (2000)
- Toni Braxton – He Wasn’t Man Enough (2000)
- Brandy – Never Say Never (2000)
- Whitney Houston és George Michael – If I Told You That (2000)
- Spice Girls – Let Love Lead the Way (2000)
- Melanie B – Tell Me (2000)
- Michael Jackson – You Rock My World (2001)
- Monica – All Eyez on Me (2002)
- Brandy – What About Us? (2002)
- Blaque – I'm Good (2004)
- Destiny's Child – Lose My Breath (2004)
- Ray J – One Wish (2005)
- Ray J – What I Need (2006)
- Kierra Sheard – Why Me? (2006)
- Ciara közreműködik 50 Cent – Can’t Leave ’em Alone (2007)
- Janet Jackson – Feedback (2007)
- Natasha Bedingfield – Angel (2008)
- Joe – E.R. (Emergency Room) (2008)
- Janet Jackson – LUV (2008)
- Lady Gaga és Beyoncé – Telephone (2010)
- Tamar Braxton – Love and War (2012)
- Tamar Braxton – The One (2013)
- Tamar Braxton – Hot Sugar (2013)
- Tamar Braxton – If I Don’t Have You (2015)